# 雅子りな
雅子 りな（かご りな、2001年4月10日 - ）は、日本のAV女優。アローズ。→SUMMIT所属。

## 略歴
2022年8月、ケイ・エム・プロデュースのレーベル「million」専属女優としてデビュー。
2作品に出演した後、専属を離れ企画単体女優となる。
同年12月18日週FANZA通販フロアランキングにて、出演した『【SP特典版】「制服・下着・全裸」でおもてなし またがりオマ○コ航空 圧巻総勢11名＋特別講師1名による2023年度新人CA大型研修編 総尺200分収録6＋1セクション』（SODクリエイト）が初登場10位を記録。

## 人物
愛知県名古屋市出身。趣味はギター、楽曲制作。
小学2年からオナニーをしており、きっかけは宿題をやりたくなくて気が付いたら無意識のうちにズボンの上から股間を鉛筆でグリグリしていた。
初めてAVを見たのは小学5年の時で、ネットで「おっぱい」と検索し最終的にAVに辿りつき、性的よりも好奇心から興奮してこともあって既に始めていたオナニーには発展しなかった。
中学2年（13歳）の時に同級生の友達とスーパーの多目的トイレで初体験。デビュー前の経験人数は10人くらい。
デビュー前はシンガーソングライターとして活動していた。
音楽に一生懸命だったが、ふと自分自身で勝負したいと思い、考えた結果興味のあるエロとなってネットで事務所を探して自ら応募してAV女優となった。

## 作品

### アダルトDVD
- 新人 専属 雅子りな AV Debut! ドキドキ初3本番!（8月9日、Million）
- ぜ〜んぶ舐めてあげる♡ ペロペロおしゃぶり風俗（9月27日、Million）

- 顔出し解禁!! マジックミラー便 初々しいリクルートスーツの就活女子大生 初めての公開ディープキス編 希少価値の高い美人JD6人全員SEXスペシャル!! 舌を激しく絡め合わせる濃厚接吻でオマ○コがトロけてしまった就活生がキスまみれのデカチンSEX!（1月3日、DEEP'S）※「ゆき」名義
- 清純派、と淫交。雅子りな（2月10日、ドリームチケット）※BD版同時発売。
- なまハメT★kTok volume14（3月24日、DOC）
- マジックミラー 秋葉原 J●のぞき部屋 裏オプ 生本番VIPルームサービス 2（4月6日、素人39）
- 予約半年待ちリピ率100% 某メンズエステ店 密室×密着 イキ過ぎた禁断サービス 11 とろふわホイップ泡洗体編（4月7日、DOC）
- MM号からの脱出 女子大生の友情数珠つなぎ企画 友達を30分以内に電話で呼び出し“身代わり”にして密室から脱出せよ! 制限時間を過ぎたらデカチン即ハメ! 6 イってもやめない激ピストンで友達が来るまで生中出しは終わらない inザ・マジックミラー（4月18日、DEEP'S）※「こより」名義
- 「日焼けした姪っ子が遊びに来ました…。」 帰省した姪っ子姉妹と中出し近親相姦（4月28日、I.B.WORKS）
- 「私、中派になっちゃった…」 エロス覚醒! 全力イクイク膣中イキ!! 〜中イキ未経験の素人女子大生をガチナンパ!「チ○ポでイってみませんか?」 デカチンでマ○コぶっ飛ぶまで高速激ピストン!激しさの向こう側へ イクイク連続中出しセックス〜（4月28日、赤面女子）
- 乳首開発痴漢 微乳 女子○生 限定Ver.（5月25日、ナチュラルハイ）
- 素人バラエティ 現役ナースが挑戦するザーメン搾精チャレンジ! 絶倫デカチンから手コキ しゃぶフェラ ナマ膣コキで精液を20ml絞り採れたら賞金100万円! 優しすぎる白衣の天使はナママンで中出しSEXまでしてしまうのか?（5月25日、サディスティックヴィレッジ）
- 看護師にお薬を処方してみました…【興奮剤と眠剤を過剰投与され鬼畜研修医に剥ぎ取られる白衣】（6月1日、素人39）
- この子ヤバイ!! 絶対人気でるでしょ?色白ロリに中出しセックス（6月6日、S-Cute）
- 痴漢OK娘スペシャル 豪華版 毎朝、電車で見かける美○女J〇2人組を連日痴漢で中出しまでOKさせろ（6月8日、ナチュラルハイ）
- マジックミラー号ハードボイルド 耐えたら賞金! ダメならデカマラ即ハメ! 女子○生ガニ股顔面騎乗クンニチャレンジ! 敏感なクリの皮を剥かれデロデロに舐められ膣穴に舌を捻じ込まれガックガク絶頂イキ潮噴出しまくり!! 発情ナマオメコに中出し!（6月8日、サディスティックヴィレッジ）
- 発育中の女子○生の身体をじーっくり診察 初めての恥じらいエチエチ健康診断! 青春の香りがたまらない制服J○を全裸にしておま○こやアナルを触診…ドキドキ赤面発情しちゃったワレメちゃんにデカチン生挿入! キツキツおま○こ中出し検診SP（6月9日、赤面女子）
- 接吻マジックミラー号 はじめての3分間ディープキスで理性とマ◎コが蕩けてしまった敏感J○は唾液ダラダラ濃密ベロちゅうSEXしてしまうのか?（7月6日、ナチュラルハイ）
- 妻にバレるギリギリ逆NTR こっそりスカートの中で挿入し中出しするまで腰を振り続ける姪っ子J○（7月6日、ナチュラルハイ）
- 達磨 雅子りな（7月20日、アイエナジー）
- 素人バラエティ 下校中J○限定! 部活で火照った汗ばみボティーに冷感ローションマッサージ体験! クールダウンするはずなのに「こっそり混ぜた媚薬」で性欲が覚醒! アツくなったクリトリスやトロマンをいじられ、ガニ股失禁イキ潮噴射! デカチン中出しをおねだりしちゃうなんて!（7月20日、サディスティックヴィレッジ）
- ちっちゃい女の子を3人で囲み制服を剥ぎ取ってあらゆる快感を叩きこむ卑劣巨漢集団 雅子りな（8月10日、電脳ラスプーチン）
- 最終電車で痴女とまさかの2人きり! J○Ver向かいの座席でパンチラしてくる小悪魔女子○生の誘惑で勃起したらヤられた VOL.6（8月10日、DANDY）
- 羞恥! おい! ちゅきちゅきピースしろよ! 男尊リベンジャーズ! 踏みにじられる初心・好き勝手される下半身! ミスったら即全裸に剥かれる‘きまZ‘学園生活、大丈夫そ?（8月10日、サディスティックヴィレッジ）
- 図書館で声も出せず糸引くほど愛液が溢れ出す敏感娘28 J○友達丼中出しSP（8月10日、ナチュラルハイ）
- 雅子りな レズ解禁 ～義姉の舌に操られる私～ 雅子りな 神納花（8月24日、アイエナジー）
- 顔出しMM号 女子大生限定 ザ・マジックミラー お口の中身はなんだろな？こっそり出されたデカチンをじ～っくり舐め回して無意識に濡れちゃった女子大生はオマ○コ生挿入でイキまくり!（9月5日、DEEP'S）
- 超かわいい素人女子大生がチャレンジ! 童貞君の精子を15ml射精できれば100万円! 照れながらも童貞チ○ポをヌキヌキしているうちに赤面発情! まさかの生ハメ筆おろし!（9月7日、アイエナジー）
- 校内侵入孕ませ集団姦（9月7日、ナチュラルハイ）
- ロングスカート女学生痴漢 初イキ潮でびしょ濡れになるまで制服を汚しまくれ!（9月7日、ナチュラルハイ）
- 喉奥で濡れるドM美少女女子校生…いちゃラマ（いちゃいちゃイラマチオ）SEX（3）笑顔で精子ごっくん（10月12日、ひよこ）
- 集団レズ調教痴漢 童顔美○女J〇を連日メスイキさせる性欲ビアン女たち（10月12日、ナチュラルハイ）
- にっこりスマイルで天真爛漫。圧倒イラマチオ処女喪失会 雅子りな（10月24日、えむっ娘ラボ）
- 素人ヘアヌード大図鑑～看護学校卒業したての新人ナース編（10月24日、S級素人）
- 緊縛解禁 エビ反り吊り3Pセックス、ハード緊縛調教 雅子りな（10月26日、アイエナジー）
- 夜行バスで声も出せずイカされた隙に生ハメされた女はスローピストンの痺れる快感に理性を失い中出しも拒めない 女子○生限定 13 敏感乳首発情SP（10月26日、ナチュラルハイ）
- RoshuTube露出 オープンチャット露出プレイを志願してきた女の子たちのお手伝い (カメラとチ〇ポ)（10月26日、サディスティックヴィレッジ）
- 理性全壊アナル解禁 公然露出! 浣腸イカセ! 3穴中出し! 雅子りな（11月9日、ナチュラルハイ）
- オジサン嫌いなイマドキ女子2人組がオジサンとオフパコでキモがり逆ハメ撮り実況 こっそりゴムを外され、まさかの生チ〇ポで激イキ絶頂→気持ちよすぎてオジサンに完全敗北。マジ逝きまくりで理解らせられW完堕ち。 由良かな 雅子りな（11月14日、ROOKIE）
- リーズナブルなアフターえっち + スケスケまくりのクンニ好き Rina（11月14日、バビロン/妄想族）
- 黙尺 アナル舐め手コキも大好き 呼べばケツの穴まで舐めてくれるご奉仕メイドの超唾液フェラ（11月23日、ナチュラルハイ）
- 義父に旦那の誘い方を教わったらヤラれてしまい妊娠した幼妻 雅子りな（11月28日、マザー）
- おしゃぶり予備校 90 雅子りな（12月1日、FS.KnightsVisual）
- 素人バラエティ 聖水を1杯3万円で売って下さい! 街角でナンパしたうぶっこJ○が挑戦する、オメコ蛇口から小便ゴキュゴキュ! おしっこ飲ませチャレンジ! 人生初の放尿プレイですっかりあたおかになった素人娘は小便ぶちまけのナマ中出しSEXもOKしちゃうのか? 2（12月7日、サディスティックヴィレッジ）
- ラウンジ嬢お持ち帰り本指の客との濃厚セックス。（12月12日、MERCURY）
- 男女の友情は成立するのか!? 女子校生限定! ラップ1枚隔てて男友達チ○ポに素股体験させちゃいました♪ (IENF-315)（12月21日、アイエナジー）
- アナルのシワの数までハッキリわかる! ノーモザイク連続絶頂アナル見せオナニー 21（12月21日、アイエナジー）
- こたつの中で彼氏の妹に媚薬手マンでイカされた快感が忘れられず追い媚薬をねだるキメレズ狂い女 2（12月21日、ナチュラルハイ）
- 顔面崩壊特化イラマチオ 雅子りな（12月26日、えむっ娘ラボ）
- コスプレバイトのギャル軟派 12（12月27日、MERCURY）

- 素人なのにディルドオナニーで激しく感じちゃう一般人娘 12（4月16日、かぐや姫Pt/妄想族）
- オナサポ!! 女子○生 着衣で全裸で挑発的ダンス 6（4月23日、かぐや姫Pt/妄想族）
- デリヘル呼んだら妹が来た! 結果、お店に内緒で中出し本番セックスする事になる（8）（5月5日、グレイズ）
- どこでもおしっこ! 素人娘の大放尿28人 スロー再生でじっくり鑑賞できるマニア向け映像 9（6月4日、かぐや姫Pt/妄想族）
- セクハラママさんバレー! 9 ハイレグブルマ姿の人妻10人が挑む過酷なエロトレーニング（7月9日、かぐや姫Pt/妄想族）
- 【個撮】どこでもフェラ 17 11人（11月5日、かぐや姫Pt/妄想族）
- オナサポ!! 女子○生 着衣で全裸で挑発的ダンス 9（11月19日、かぐや姫Pt/妄想族）
- くそ生意気なメスガキの姪に大人の俺が屈服させられる話（11月19日、かぐや姫Pt/妄想族）
- ノーハンドフェラは奴隷の証! 14 手を使わずにフェラチオする11人の素人娘（11月26日、かぐや姫Pt/妄想族）

- 素人なのにディルドオナニーで激しく感じちゃう一般人娘 15（2月25日、かぐや姫Pt/妄想族）
- セクハラママさんバレー! 12 ハイレグブルマ姿の人妻10人が挑む過酷なエロトレーニング（3月25日、かぐや姫Pt/妄想族）

### ネット配信
- 百戦錬磨のナンパ師のヤリ部屋で、連れ込みSEX隠し撮り 268 癒し系オーラ全開でたまらん可愛さの美少女とマッチング!透き通るような白い肌!スベスベの美尻!快感に喘ぐも時折見せるニッコリ笑顔に思わず胸キュン♪（12月8日、ナンパTV）
- 【敏感おま○こ】メルヘンなお洋服に身を包んだ絵に描いたような 女の子 。しかしお洋服の下に隠れていたのは、何度もイッちゃうえっちなおま○こだった……! ネットでAV応募→AV体験撮影 1923（12月31日、シロウトTV）

- 【快感ケセラセラ!ぷりぷり美尻×超感大量スプラッシュ性交】周りに元気を与えてくれる超ポジティブ天使!最高尻&即濡れ敏感BODY!乳首&チ●ポを同時に責められる極エロテク!潮吹きすぎて→「ごめんなさい、ご主人様」変態メイドコスで中出し潮噴射SEX!!!【なまハメT☆kTok Report.57】（1月22日、DOC）
- 【笑いとエロをこよなく愛する舐め狂い】【ローション&泡風呂の全身ヌルテカご奉仕】【強引に媚●を飲ませて性癖覚醒!】【頭から足までベロッベロッ舐め尽くし性交】【顔射ダブルピースからのお掃除フェラ「すごい事になっちゃったぁ」舐・淫・魔】〜ヤリモクインフルエンサー #011〜（1月29日、DOC）
- 持ち前の愛嬌とボディタッチで男をその気にさせるプリプリ美尻の看板娘!こんなにかわいい『相談女』なら大歓迎w彼氏とうまくいってないって?そんな悩みなんか気持ちよくなったら忘れちゃうよ!(^^)#048（2月24日、ドキュメントdeハメハメ）
- 見たら絶対ハメたくなる桃美尻はマジもんの国宝!!擦り付ければイチコロ発射...!?愛らしいロリフェイスで裏のウラまで舐めまわすフェラテクは圧巻ドエロすぎ...!!黒スト破って電マ責め&小柄な身体に膣奥ノックのハードピストン→連続ガチイキ繰り返しラストは濃厚顔面シャワーッ!!【エロフラグ、ギン立ちしました!#047】（2月24日、素人CLOVER）※「みやび」名義
- Rちゃん（4月2日、素人ペイペイ）
- 【メイド】【ロリかわ】萌え萌えキュン♪メイドカフェで働く超絶美少女が登場!『メイドなのでカワイイおちんちんのお世話にきましたw』おちんちんをご奉仕して、私自身もおちんちんにお世話されたり、メイドさんがベットでご主人様の為に頑張っちゃいます♪要するにエッチは大好きって事ね【メイドコス】【神フェラ】この可愛さのエロメイドコスは反則でしょwご主人様が感じてるのをみながら、ストロークが加速するおちんちん捌き!仕上がったおちんちんで何回イったわかりません!気持ちよすぎて大満足で腰を振り、ピストンの嵐に仰け反り絶頂連発!エッチに対して好奇心旺盛なエロメイドのご奉仕SEXを見逃すな!!（4月4日、ARA）
- 【イキ過ぎ名器ぴえん】自称うつ病のヒモを養うため「とりあえず100万欲しい」銭ゲバ!?いやどう考えてもセックス中毒ww大金稼ぐ為のま●こ労働でイキまくり&ピクピク痙攣が止まらないのでぬぽッと中出しwww延長戦は部屋に押し寄せるチ●コの大群、どうなるぴえん!!（4月6日、プレステージプレミアム）※「ともちゅん」名義
- 【ゆるふわ性欲オバケ美少女!】思春期の童貞ばりにHな事に興味しんしんなムッツリ雪肌肉感美ボディ娘!爆裂7Pで引く程イキまくる!!!【妄想ちゃん。34人目 ともえさん】（4月7日、Jackson）※「ともえ」名義
- りな（4月9日、素人ムクムク）
- 童顔face×猥尻ギャップがシコ過ぎりなちゃん《スパンキングにヨガるMっ気満載JDとナマナカ不倫性交》背徳感に欲情するド変態な女子大生と金魚ミュージアムでいちゃいちゃデート/弾力満点の美尻をペンペンッスパンキング!!『もっと突いて...///』お望み通りのハードピストンに痙攣絶頂→濃厚すぎる精子をたっぷり中出し/えちえち白ストッキング着用で二回戦開始!!アナル舐め、バイブ責めにさらに高まる膣感度...!叩かれ突かれて止められない絶頂オーガズム→同時イキ顔射!!【しろうとハメ撮り#りな#21歳#大学生】（4月12日、MOON FORCE）
- りなちゃん (oreco293)（4月25日、俺の素人-Z-）
- 【バックの体勢でも見つめ合える軟体スレンダーボディ女子をハメ倒す!】しゃぶるの大好き!神フェラテク女子とイチャラブハメ撮りSEX!【専門学生/神フェラテク】（4月29日、ハメタバース）
- りぃな（5月1日、浮遊僧）
- りな (skho052)（5月6日、シロウト速報）
- りな (scute1367)（5月21日、S-Cute）
- りな 2 (scute1368)（5月29日、S-Cute）
- 中村さん (spay246)（6月1日、素人ペイペイ）
- りな (oreco330)（6月4日、俺の素人-Z-）
- 【リアル彼女にしたいNo.1】不思議ちゃん可愛いハタチのラブホ清掃員を彼女としてレンタル! 口説き落として本来禁止のエロ行為までヤリまくった一部始終を完全REC!! 愛くるしい笑顔とエロ素顔のギャップに全男がハートを射抜かれる事間違い無し!! 清純系に見えて生ハメ了解でイキまくる!!! 二回戦目は猫耳 & 尻尾プラスでどエロCATの出来上がり!! エロい美桃尻をガン突きピストン連打っ!!! りなちゃん 20歳 ラブホテル清掃員（6月4日、プレステージプレミアム）
- りな (18) 軽音部【現○都立高○3○生】【テスト期間中なのに性欲が抑えられない性豪J○】【生の気持ち良さには抗えず、制服を着ながら無計画生ハメ中出し】【腰振りノンストップ! 体操着コスで本能の赴くまま搾精交尾】【根こそぎ吸い出し濃厚フェラで口内ザーメンまみれ】【勉強したのに性欲のせいで赤点待ったなしの放課後なまパコタイム♪】（6月15日、しろうとまんまん）
- ラグジュTV 1688 本城まどか 27歳 ホテルのフロント  自分が出演したAVをオカズにオナニーしたいという透明感溢れる大人可愛いスレンダー美女が登場! 美意識溢れる体は想像以上に刺激に貪欲…。愛でるように巨根を味わい、力強いピストンに思う存分イキ乱れる!（7月15日、ラグジュTV）
- マジ軟派、初撮。1944 りな 18歳 音大生  真面目系お嬢様をいただきます♪ 押しに弱く思考停止してる間にどんどん事を進めていき… 中イキや潮吹きなど初めてづくし!! 「こんなに気持ちいいコミュニケーションがあるんですね///」と新たな世界が広がった18の春!（8月13日、ナンパTV）
- 【精飲セフレ】 近所に住む女子校生は精子が大好きで毎回会う度に飲ませています（9月7日、AKNR）
- 【スレンダー美女「りな」と0距離密着泡●体】 限りなくお客様に密着して泡だらけに! フル勃起したチ●コを目の当たりにしたら性欲が爆発して手コキでご奉仕! 大量射精とお掃除フェラで終わりと思いきや、まだまだ抑えきれない性欲でそのままSEXへと発展。本番禁止というルールが頭をよぎるが最終的には中出しSEXをしてしまう…。（9月28日、ドキュメントdeハメハメ）
- 【初撮り。ハメ撮り。】スベスベ美肌に可愛いエロ尻。過敏マ●コでイキまくるっムッツリ大胆なハタチちゃん。【マスク有りならAV出演OKな女のコたち。】ゆうか 20歳 フリーター（9月30日、なまなま.net）
- パ●活女子Y & M（10月15日、ギガンテス）
- セフレ女子2人（11月5日、路地裏ぱんぱん）
- 【最強ロリエチョナ登場!!】 反則エロ美尻!! びんかん美乳に…!! しおふきマ○コ!! 走攻守揃ったドスケベ三冠王ビッチ!? エロコスでナマちん求める姿は生唾不可避!! エロス青天3NNガチイキハメ撮りはこちら♪【バキバキしろうと_03】極上ロリ美ビッチJD / かごりん / 20歳（12月1日、プレステージプレミアム）

### アダルトVR
- 初VR 朝から晩まで 鬼寄りlifeな100%カゴリナ中毒（9月30日、KMPVR-彩-）
- 風俗スキル開花!! 天使の唾液を使って男をトリコにする舐めじゃくり特化ヘルス（10月22日、KMPVR-彩-）

- マッチングアプリで出会った イマドキJ○は≪童貞好き≫で優しかった件。（4月4日、unfinished）
- 制服美少女と性交 ver.VR 雅子りな（4月7日、ドリームチケット）
- 【お触り禁止! 本番禁止!】 無邪気な笑顔の【スレンダーBODYルーズソックス女子○生】に媚薬を盛って覚醒キメパコ! 淫乱開花しておち○ぽオネダリしちゃうムラムラ全開の発情J○に生ハメ【口内射精・中出し3発射】お店に内緒の孕ませJ○リフレ 雅子りな（8月7日、こあらVR）
- 親が帰ってくる【73分前…】自宅マンションの駐車場で【激かわスレンダー女子○生】と【潮吹き＆絶頂イキ連発】で狭い車内でハメまくり! 見た目とは裏腹のエロすぎる激腰振りで【口内射精・中出し3発・一撃顔射】密室汗だく灼熱カーセックス 雅子りな（9月3日、こあらVR）
- 8KVR 林間学校の管理人を挑発するマセガキ日焼け美少女 雅子りな 星仲ここみ 百咲みいろ（11月30日、TMA）

### デジタル写真集
- 清純派、と淫交。雅子りな（2023年3月31日、DT publishing）

## 出演

### YouTube
2022年
- 【ただいま取材中】雅子りなちゃんの巻　「エッチな妄想を膨らます、元シンガーソングライターが測定回数不能の激イキデビュー!」（7月12日、夕やけちゃんねる）
- 【ただいま取材中】雅子りなさんの巻　「清純派の雅子りなちゃんが責めるプレイにもチャレンジ!5つのプレイでイキまくる!」（9月8日、夕やけちゃんねる）
- 夕刊フジ9月AV淫タビュー雅子りな①（9月20日、夕刊フジ）
- 夕刊フジ9月AV淫タビュー雅子りな②オ●ニスト編（9月20日、夕刊フジ）

### イベント
- クリスマスイチャゴロシハーレムナイト（2022年12月11日、クリスマスイチャゴロシハーレムナイト特設会場）

## 掲載

### 雑誌
- 月刊FANZA　2022年9月号（ジーオーティー） - インタビュー「HATSUMONO!」
- 週刊実話 2022年9月1日号（日本ジャーナル出版） - インタビュー「特報!!AVタイムズ」